# Tony Jay
Tony Jay (Londres, Inglaterra, 2 de febrero de 1933 - Los Ángeles, Estados Unidos, 13 de agosto de 2006) fue un actor británico de cine y televisión, además también incursionó como cantante.
Como miembro de la Royal Shakespeare Company, era conocido por su trabajo como actor de voz en animación. Jay también destacó por particular tono de voz, que lo ha llevado a hacer villanos. Entre sus papeles más conocidos destacan darle voz a Claude Frollo en El jorobado de Notre Dame, Megabyte de ReBoot o Elder God en Legacy of Kain.
En su carrera, fue nominando a dos Premios Annie y un Premio Emmy.

## Biografía

### Primeros años y vida personal
Jay nació en Londres el 2 de febrero de 1933. Estudió en la Pinner County Grammar School. Fue miembro de la Royal Air Force hasta los veinte años. Tenía un hermano llamado Robert. Se trasladó a Sudáfrica en 1955, donde participó en numerosas producciones de radio hasta 1980. Posteriormente se trasladó a los Estados Unidos, donde obtuvo la nacionalidad de dicho país. Fue un devoto judío.

### Carrera
Jay actuó en varias películas o series de televisión, entre ellas destacan Love and Death, Night Court, The Golden Girls, Twins, y Eerie Indiana. También desarrolló una carrera teatral, apareciendo en obras como The Life and Adventures of Nicholas Nickleby, Grandes esperanzas, y El mercader de Venecia. Otros papeles que tuvo descartando la animación fueron, Paracelsus en la serie de 1987 Beauty and the Beast, el ministro Campio en Star Trek: La nueva generación, y Nigel St. John en Lois & Clark.
También fue muy conocido por darle voz al virus de computadora Megabyte en la serie animada ReBoot, y al  Juez Claude Frollo en la película de Disney de 1996, El jorobado de Notre Dame. También dio voz a Monsieur D'Arque en la exitosa película de Disney La bella y la bestia. De 1995 a 1996, Jay interpretó al alienígena Lord Dregg para la serie animada de 1987 Las Tortugas Ninja, que tuvo dos temporadas.
También es bien conocido por los fanáticos de la serie de videojuegos Legacy of Kain, ya que le dio voz a los villanos Mortanius y Elder God, además de varios personajes menores. Cabe destacar que Jay sucedió al actor George Sanders para encarnar al tigre Shere Khan en El libro de la selva 2. Jay también actuó en varias obras de Broadway.

### Fallecimiento
En abril de 2006 se sometió a cirugía en el Hospital Cedars-Sinai de Los Ángeles para extirpar un tumor no canceroso en sus pulmones. Nunca se recuperó de la operación y estuvo en un estado crítico a través de los siguientes meses. Jay finalmente murió el 13 de agosto de 2006 a los setenta y tres años. Tenía una esposa, Marta y un hijo, Adam.

## Filmografía

### Películas
- Todos los perros van al cielo 2, Reginald
- An American Tail: The Treasure of Manhattan Island, Toplofty
- Asterix and the Big Fight, Narrador
- La bella y la bestia, Monsieur D'Arque
- El jorobado de Notre Dame, Juez Claude Frollo
- El libro de la selva 2, Shere Khan
- Mi novia es una extraterrestre, Council Chief
- Nausicaä del Valle del Viento, Narrador
- Recess: School's Out, Dr. Rosenthal
- Scooby-Doo! in Arabian Nights
- Thumbelina, Cow (sin acreditar)
- Time Bandits (voz)
- Tom y Jerry: La película, Lickboot the Lawyer
- El planeta del tesoro, Narrador
- Twins, Profesor Werner, también como narrador
- Flushed Away, Transeúnte #8

### Televisión
- Dos perros tontos
- Aladdin, Khartoum
- Ancient Prophecies, Anunciador
- Beauty and the Beast, Paracelsus
- Beethoven, Watson
- Bruno the Kid, Jarlsberg
- Buzz Lightyear of Star Command, Dr. Animus
- Caesar's Magical Empire attraction, Ceronomus el mago
- Captain Planet, El Yeti
- Darkwing Duck, La Muerte
- Eerie, Indiana, Boris Von Orloff
- Fall of Eagles, Tsar Alexander III
- The Fantastic Four, Galactus y Terrax
- Gargoyles, Anubis
- Hey Arnold!, Rex Smythe-Higgins
- House of Mouse, Shere Khan, Magic Mirror, y Ostrich
- Jumanji, El Maestro del Juego
- The Golden Girls
- The Little Mermaid
- Little Dorrit, Doctor
- Lois & Clark, Nigel St. John
- The Mighty Ducks
- Mighty Max, Virgil
- Miss Spider's Sunny Patch Friends, Spiderus
- Peter Pan and the Pirates, Alf Mason
- ReBoot, Megabyte
- Rugrats, Dr. Lipschitz
- Savage Dragon, Overlord
- Secret Squirrel
- Skeleton Warriors, Narrador
- Spider-Man: The Animated Series, Baron Mordo
- Star Trek: The Next Generation, Ministro Campio
- Superman: The Animated Series, Sul-Van
- TaleSpin, Shere Khan
- Las Tortugas Ninja, Lord Dregg
- The Tick, Chairface Chippendale
- Twin Peaks, Dougie Milford
- Twisted Tales of Felix the Cat, Jaggo Donut
- Xyber 9, Mechestro

### Videojuegos
- King's Quest VI: Heir Today, Gone Tomorrow
- The Jungle Book
- Blood Omen: Legacy of Kain
- Legacy of Kain
- Legacy of Kain: Soul Reaver
- Legacy of Kain: Soul Reaver 2
- Legacy of Kain: Defiance
- Lords of Magic
- Warcraft Adventures: Lord of the Clans
- Fallout
- Fallout: Brotherhood of Steel
- Die by the Sword
- Planescape: Torment
- The Jungle Book Groove Party
- Icewind Dale
- Sacrifice
- Return to Castle Wolfenstein
- Baldur's Gate: Dark Alliance
- Warcraft III: Reign of Chaos
- Freelancer
- Armed and Dangerous
- Mace Griffin: Bounty Hunter
- Champions of Norrath
- X-Men Legends
- The Bard's Tale